# Upplands runinskrifter 736
Upplands runinskrifter 736 är en försvunnen vikingatida runsten i Långarnö, Villberga socken och Enköpings kommun. Stenen hittades i samband med att den sprängdes på 1870-talet. Delarna studerades men har sedan förkommit. Möjligen är U 736 en parsten till U 735 och kan då ha tillsammans utgjort ett minnesmärke över Sigtrygg.

## Inskriften
Translitterering av runraden:
[... ...ain · uʀ staþi ... rita ...ʀuli ...-...]
Normalisering till runsvenska:
... [st]æin uʀ staði ... retta ... ...
Översättning till nusvenska:
... stenen från sin plats ...